# Gaelic Park
Le Gaelic Park Sports Centre (en gaélique Páirc na nGael) , communément appelé Gaelic Park est un stade omnisports situé dans l'arrondissement du Bronx à New York (États-Unis).
Ce stade, construit en 1926 est principalement utilisé par les équipes de sports gaéliques de la ville de New York. Depuis 1991, le Manhattan College en est le propriétaire et le stade a accueilli de nombreuses compétitions sportives lycéennes.

## Histoire
Situé à l'est de Broadway et au sud-ouest de Van Cortlandt Park dans le nord du Bronx et un peu plus au sud de la frontière du comté du Westchester, l'association athlétique gaélique du grand New York devient propriétaire du domaine en 1926. Le stade a porté différents noms au cours des années, entre autres  Innisfail Park, mais il est connu depuis 1950 sous son nom actuel, le Gaelic Park.
Le domaine comprend un terrain de sport et une salle de danse.  En plus de rencontres de football gaélique et de hurling, de nombreux autres sports sont pratiqués sur les pelouses de ce stade. Des concerts ou spectacles de danse irlandaise sont aussi organisés au Gaelic Park. Au début des années  1970, le stade a accueilli des concerts de rock, The Grateful Dead, Chicago, Edgar Winter, Johnny Winter, Ten Years After, Yes, Mountain, The Beach Boys, Humble Pie et Deep Purple s'y sont produits.
Il est l'enceinte des équipes de football gaélique et de hurling du New York GAA.
En 2019, un projet d'agrandissement est lancé,.